# Aqīl ibn Abī Tālib
Aqīl ibn Abī Tālib (arabisch عقيل بن أبي طالب, DMG ʿAqīl b. Abī Ṭālib; * ca. 578; † 679) war ein Gefährte und Cousin des islamischen Propheten Mohammed. Er war der Bruder ʿAlī ibn Abī Tālibs, Dschaʿfar ibn Abī Tālibs und Tālib ibn Abī Tālibs. Er war der Sohn Abū Tālib ibn ʿAbd al-Muttalibs und Fatima bint Assads.
Er war ein Genealoge vom Stamm Quraisch. Aqīl konvertierte spät zum Islam, in der Schlacht von Badr kämpfte er noch gegen die Muslime. Er nahm an Seite der Muslime an der Schlacht von Muta und an der Schlacht von Hunain teil.
679, zur Zeit der Amtszeit des fünften Kalifen Muʿāwiya I., starb Aqīl ibn Abī Tālib.

## Familie
Aqil soll mehrere Frauen und Kinder gehabt haben.
Frauen:
- Umm Saʿīd bint ʿAmr
- Umm al-Banīn
- Chalīla

Kinder:
- Yazīd
- Dschaʿfar al-Akbar
- Saʿid
- Muslim
- ʿAbdullāh
- ʿAbd ar-Rahmān
- Umm Hāniʾ
- Asmāʾ
- Fātima
- Umm al-Qāsim
- Zainab Umm an-Nuʿmān

## Weblink
- https://books.rafed.net/view.php?type=c_fbook